# Maxodontus costaricator
Maxodontus costaricator là một loài tò vò trong họ Ichneumonidae.